# Сатка
Сатка — місто в Росії, адміністративний центр Саткинського району Челябінської області.
Він розташований на річці Велика Сатка, за 176 км від Челябінська на території історичного Башкортостану. Населення 45,7 тис. осіб (2009).
Залізнична станція на гілці Бердяуш — Бакал.

## Назва
Існують різні версії з приводу походження топоніму Сатка. Одне з тлумачень — «перехрестя», «розвилка», «міжріччя» (від башкирського «сат», «сатка»). Згідно Шувалову Н. І., також назва могла статися від башкирського родового етноніма сатка, який згадується в документах XVIII століття. Рід Сатка входить до складу племені кувакан.
Є й інші тлумачення: «іскра», «продана земля», «річка». Можливо, топонім сатка походить від санскритського сат — істинне буття, місце для праведного життя.

## Історія
З давніх пір берега бурхливої річки Сатка і гори західного схилу Уралу — Зігальга, Нургуш, Зюраткуль, Лукаш служили притулком старообрядцям, що мали тут свої скити і потаємні моління.
В 1756 р сюди прийшли підприємці і заснували Саткинський (Троїце-Саткинський) чавуноплавильний і залізоробний завод.
Власником заводу став граф О. С. Строганов та продав пізніше завод купцеві Лугиніну, а Лугинін, у свою чергу — Кнауфу. Намагаючись поправити своє хитке фінансове становище, Кнауф поступився завод державному Асигнаційному банку, який після деякого часу перепродав його знову Кнауфу. Але останній так і не зміг розгорнути виробництво на належному рівні. У 1811 р завод, сильно засмучений, був остаточно відібраний у Кнауфа в казну.
В 1824 р Сатки відвідав імператор Олександр I, що позитивним чином позначилося на подальшому розвитку виробництва. До кінця XIX в. тут були дві домни, між механічною майстернею і ливарнею прокладений рейковий шлях.
В 1898 р поблизу Саткинского заводу на Карагайській горі були виявлені поклади синього каменю — магнезиту, який володіє вогнестійкими якостями і може застосовуватися при виплавці металів. Це відкриття на століття визначило долю міста і району.
З відкриттям родовища магнезиту був побудований завод з виробництва вогнетривких виробів «Магнезит», продукція заводу вже в 1905 році на Всесвітній промисловій виставці в бельгійському м Льєж була удостоєна золотої медалі.
На початку XX ст. у Сатці проживало до 10 тис. чоловік. Серед них багато прийшлих людей. Потяглися на заробітки старообрядці різних сект і говорів. Тут було дві церкви, два училища, пошта, телеграф, лікарня, два промислових і 46 торговельних підприємств.
Радянській владі дісталося досить велике виробництво. 1928 поселення стало селищем міського типу, а в 1937 — містоом районного, а з 1957 р — обласного підпорядкування.

## Економіка

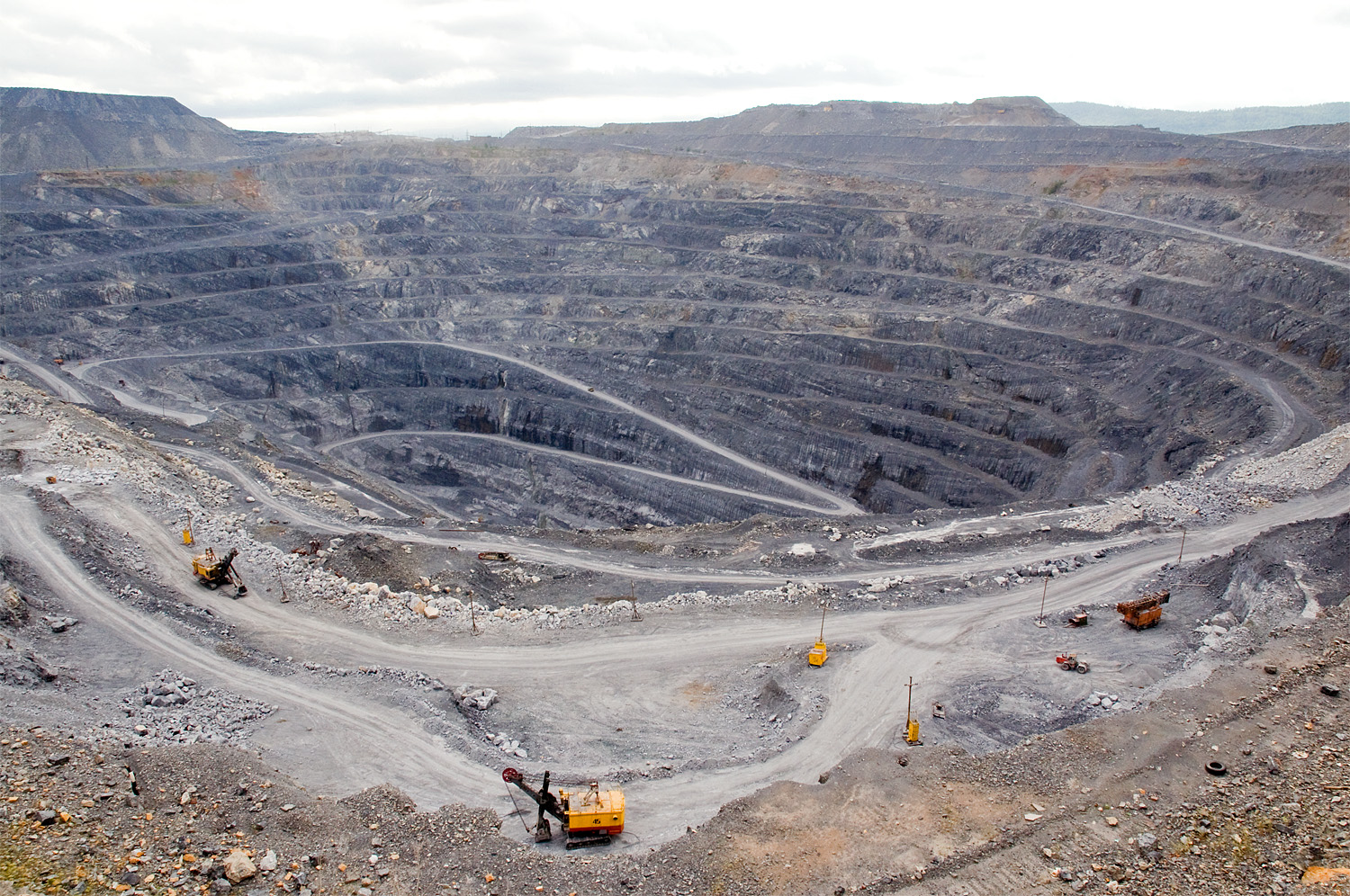
Сатка. Один з найстаріших кар'єрів, де видобувають магнезит

- ВАТ «Комбінат „Магнезит“» — виробництво вогнетривів
- ТОВ «Група Магнезит» — перепродаж вогнетривких порошків, сумішей і мас.
- ВАТ «Саткинський чавуноплавильний завод» — виробництво феросплавів
- ТОВ «Ураленергосервіс» будівельно-монтажні роботи
- ТОВ «Віском» — будівельні матеріали та обладнання
- ТОВ «РЕФОРС» — виробництво залізобетонних виробів
- ТОВ «Саткаліспром»
- ЗАТ «ШРБУ»
- ТОВ «Оксі груп» — виробництво пластикових вікон та алюмінієвих конструкцій
- ВАТ «Енергосистеми» — надання комунальних послуг населенню

У віданні комбінату «Магнезит» знаходиться унікальна для Росії діюча вузькоколійна залізниця колії 1000 мм. Розгорнута протяжність вузькоколійної залізниці — близько 20 кілометрів. Дорога повністю електрифікована.

## Відомі особистості
В поселенні народився:
- Гундарцев Володимир Ілліч (1944—2014) — радянський біатлоніст, олімпійський чемпіон.
- Сажина Неллі Миколаївна (1938—1996) — молдавський скульптор.

## Галерея

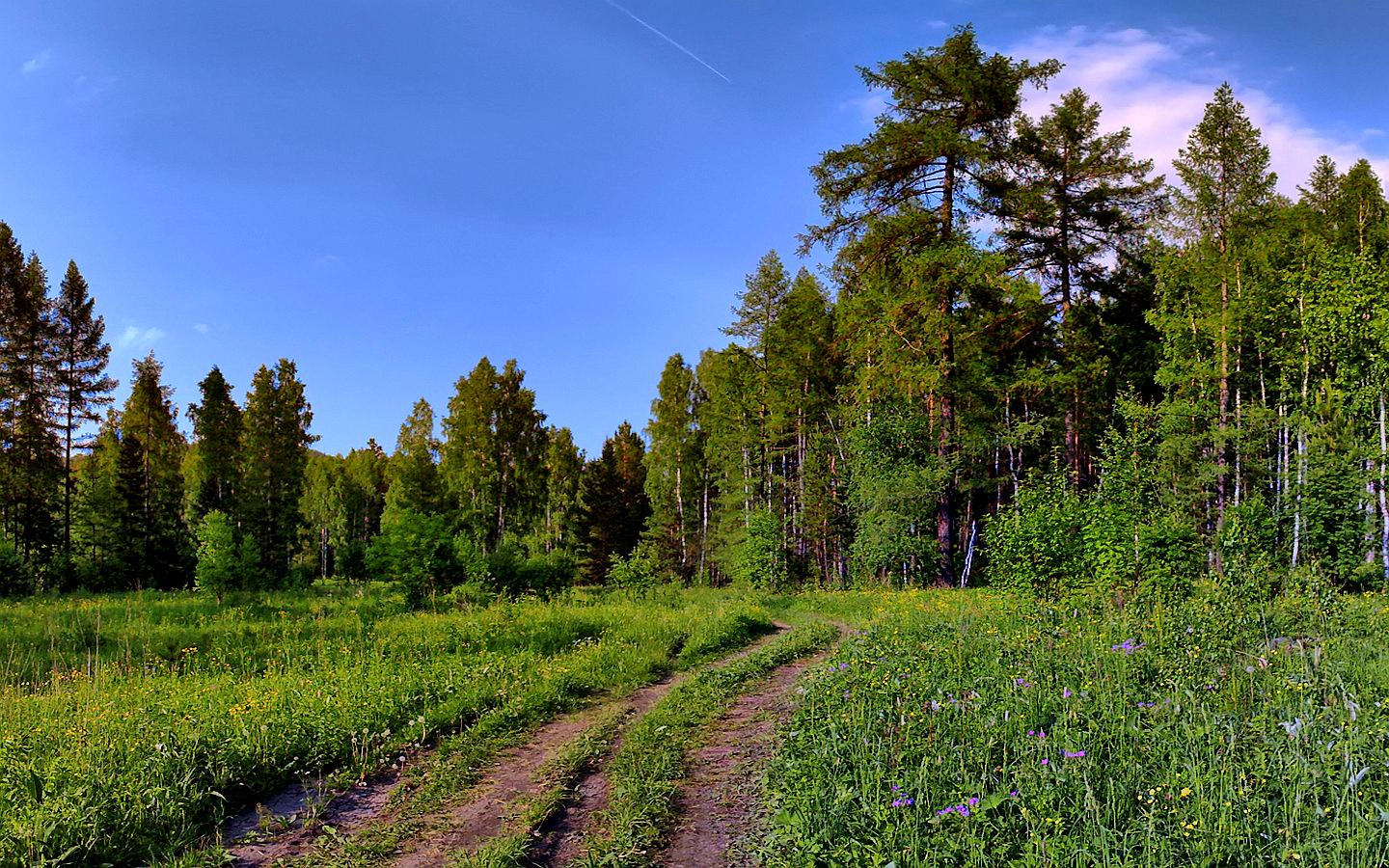
Природа навколо Сатки — лісова дорога
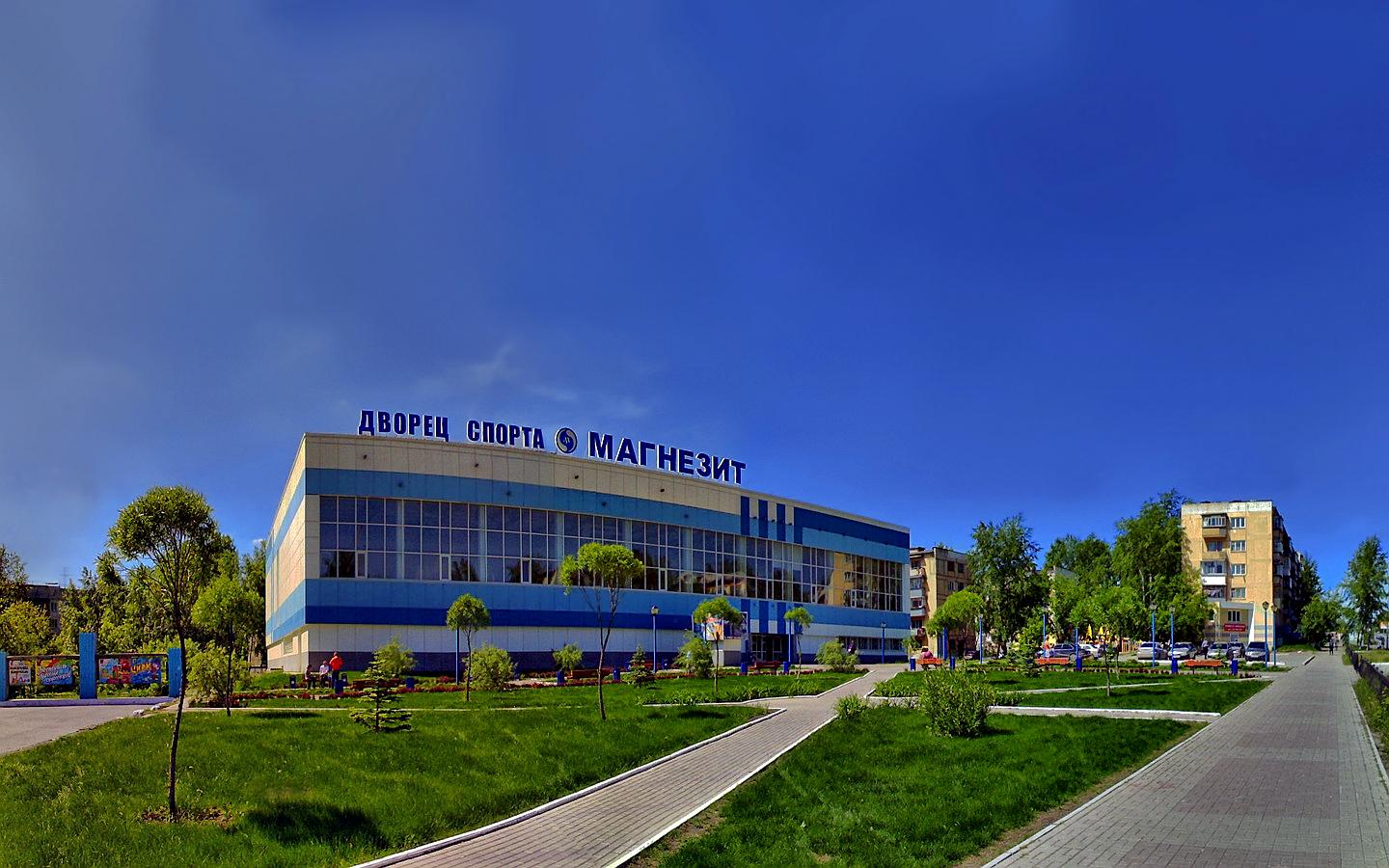
Сатка. Палац спорту комбіната «Магнезит»
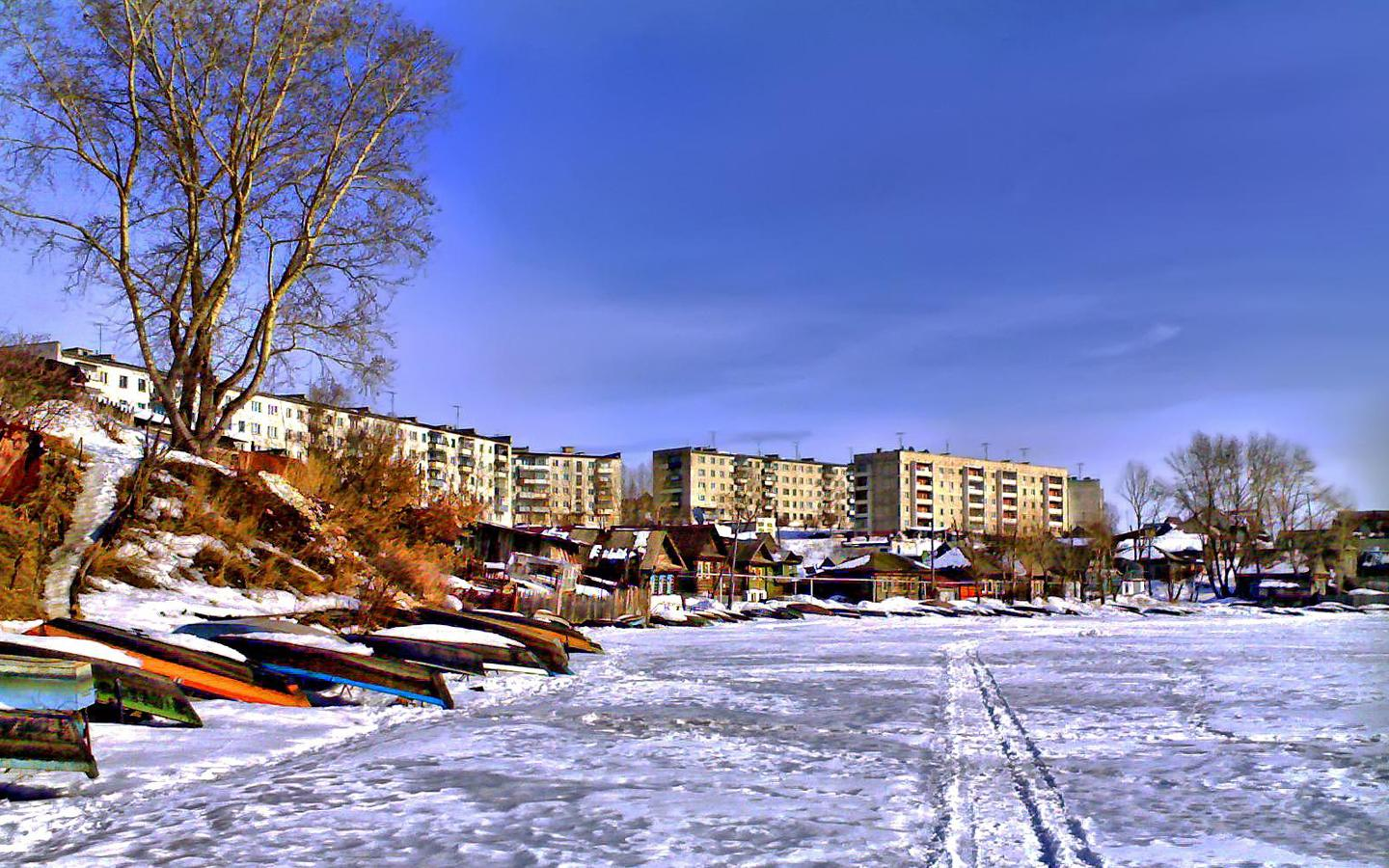
Сатка. Міський ставок, човни